# Mepivacaine
Mepivacain /mɛˈpɪvəkeɪn/ là thuốc gây tê cục bộ  của các loại amide. Mepivacaine có khởi phát khá nhanh (nhanh hơn so với Procaine) và thời gian tác dụng trung bình (ngắn hơn so với Procaine) và được bán dưới nhiều tên thương mại bao gồm Carbocaine và Polocaine.
Mepivacaine trở nên có sẵn ở Hoa Kỳ vào những năm 1960.
Mepivacaine được sử dụng trong bất kỳ sự xâm nhập và gây tê tại chỗ.
Nó được cung cấp dưới dạng muối hydrochloride của racemate, bao gồm R (-) - mepivacaine và S (+) - mepivacaine với tỷ lệ bằng nhau. Hai chất đối kháng này có đặc tính dược động học khác nhau rõ rệt.